# Riberas del Sor
Riberas del Sor, San Cristóbal de Riberas del Sor o San Cristóbal de Ribeiras do Sor (llamada oficialmente San Cristovo das Ribeiras do Sor) es una parroquia del municipio de Mañón, en la provincia de La Coruña, Galicia, España.

## Localización
La parroquia está situada en el ayuntamiento coruñés de Mañón, al norte de Galicia. Esta parroquia se encuentra entre el mar, la montaña y el río. 

## Geografía
A apenas 4 km al norte se encuentra el mar Cantábrico, y a poco más de 20 km al sur se encuentra la sierra de Faladoira. Además, esta pequeña aldea está bañada en toda su parte este por el río Sor, a quien debe su nombre.
Debido a todo esto, Ribeiras do Sor está situado en una especie de valle que da lugar a que exista un microclima, que destaca por su constante humedad, que propicia el desarrollo de algunas plantas tales como las camelias de las cuales posee la plantación más grande de Europa y 2ª del mundo.

## Entidades de población
Entidades de población que forman parte de la parroquia:
- A Ponte
- A Venta
- Barbeita
- Barral de Abajo (O Barral de Baixo)
- Barral de Arriba (O Barral de Arriba)
- Casal de Sande
- Falcoeira (A Falcoeira)
- Folgoso
- Fonte de Horta
- Insuas (As Insuas)
- Lama (A Torre de Lama)[5]
- Muíños
- Rebordelo (Miramar de Baixo)[6]
- Pastoriza
- Penablanca (A Pena Branca)
- Pedrares
- Riberas
- Sion

## Despoblados
- Aguas (As Augas)
- Iglesia (A Igrexa)
- Cavadas (Miramar de Riba)[7]
- Por da Tronca

## Demografía
| Gráfica de evolución demográfica de Riberas del Sor entre 2000 y 2022 |
|                                                                       |
| Población de derecho según el padrón municipal del INE                |